# Enrique López Albújar Trint
Enrique López-Albújar Trint (Chiclayo, 2 de junio de 1930-Lima, 9 de enero de 1990) fue un militar y político peruano. Durante el primer gobierno de Alan García fue Ministro de Defensa entre 1987 y 1989. Fue asesinado en 1990, por un comando del movimiento terrorista MRTA bajo las órdenes de Peter Cárdenas Schulte.

## Biografía
Los padres de Enrique López Albújar fueron el escritor indigenista Enrique López Albújar y Lucila Trint. Estuvo casado con María Belaúnde Rospigliosi, con quien tuvo cinco hijos.
Hizo sus estudios en el Colegio Francisco Bolognesi en la ciudad de Tacna (donde su padre trabajó como juez entre 1931 y 1947). En 1949 ingresó a la Escuela Militar de Chorrillos, egresando como Alférez Espada de Honor del arma de Caballería en 1953, formando parte de la 55.ª Promoción “Coronel Justo Arias Aragüés”. 
Siguió luego cursos de Perfeccionamiento de Armas de Infantería, en el USAR CARIB en Panamá; Mantenimiento y Avanzado de Blindados, en el Fort Knox en Estados Unidos; Superior de Estado Mayor, en el British Aray College en Inglaterra; Comando y Estado Mayor, en la Escuela Superior de Guerra; y de Defensa Nacional, en el Centro de Altos Estudios Militares.
El 1 de enero de 1987, asumió como comandante general del Ejército, permaneciendo en el cargo hasta el 13 de octubre del mismo año, fecha en que fue nombrado ministro de Defensa. Ejerció dicho cargo hasta mayo de 1989. La 95 PROMOCIÓN de Cadetes de la Escuela Militar de Chorrillos lleva el nombre "General de Ejercito Enrique Lopez Albujar Trint" (ELAT)

## Asesinato
El martes 9 de enero de 1990, el exministro salió de su casa ubicada en la calle Sevilla en Higuereta, Distrito de Santiago de Surco conduciendo su propio vehículo debido a un retraso del chofer y la escolta, en dirección a sus oficinas en San Isidro. A las 9:20 horas, López Albújar llegó por la calle Central (hoy Av. República de Colombia) para ingresar a un estacionamiento. Tres sujetos armados con una subametralladora y pistolas calibre 9 milímetros dispararon contra el vehículo del general, el cual recibió treinta impactos de bala.
El cuerpo del general fue trasladado al Hospital de la Fuerza Aérea del Perú, al cual acudieron el presidente Alan García, el ministro del Interior Agustín Mantilla, el canciller Guillermo Larco Cox y el expresidente Fernando Belaúnde Terry. Los restos del general fueron trasladados en la tarde hacia el Cuartel General del Ejército, en dónde se realizó el velatorio y se le rindieron los honores correspondientes.
En la noche, un decreto supremo declaró el día siguiente como de duelo nacional y dispuso que el pabellón nacional sea izado a media asta en Palacio de Gobierno, edificios públicos, cuarteles y buques de la armada.
El MRTA acusó al ministro de haber dirigido un enfrentamiento en abril de 1989 entre las fuerzas armadas y los terroristas; el cual tuvo como saldo 62 muertos.

## Premios y reconocimientos
- Condecoraciones
  - Cruz Peruana al Mérito Militar en el grado de “Caballero”, “Oficial”, “Gran Oficial” y “Gran Cruz”
  - Orden Militar de Ayacucho en el grado de “Caballero”
  - Orden de Mayo en el grado de Gran Oficial otorgada por la República Argentina
  - Orden “Cruzeiro Do Sul” otorgada por la República de Brasil
  - Orden al Mérito Militar del Ejército paraguayo.